# 艾巴·維戈達
亞伯拉罕·查爾斯·維戈達（英語：Abraham Charles Vigoda，/vɪˈɡoʊdə/，1921年2月24日—2016年1月26日），暱稱艾巴·維戈達（Abe Vigoda），生於美國紐約市布魯克林區，電影及電視演員。他曾參與弗朗西斯·科波拉導演的電影《教父》，在其中演出沙瓦托·泰西歐（Salvatore Tessio）角色而闻名。也參加過百老匯演出。

## 生平
其父親為山繆·維戈達（Samuel Vigoda），母親蕾娜·維戈達（Lena Vigoda，婚前本姓Moses）。其父母是猶太人，由俄羅斯移民到美國。其父母生有三子，艾巴·維戈達是家中長子。
2016年，維戈達在其女兒在新澤西州的住處家中自然過世。